# Fluoroscopia
La fluoroscopia (del latín flúor-oris, ‘flujo’, ‘curso’, ‘inflamar’, y el griego skopéin, ‘examinar’) o radioscopia es una técnica de imagen usada en medicina para obtener imágenes en tiempo real usando rayos X de las estructuras internas de los pacientes mediante el uso de un fluoroscopio. En su forma más simple, un fluoroscopio consiste en una fuente de rayos X y una pantalla fluorescente entre las que se sitúa al paciente. Sin embargo, los fluoroscopios modernos acoplan la pantalla a un intensificador de imagen de rayos X y una cámara de vídeo CCD, lo que permite que las imágenes sean grabadas y reproducidas en un monitor. El uso de rayos X, un tipo de radiación ionizante, exige que los riesgos potenciales de un procedimiento sean sopesados cuidadosamente frente a los beneficios esperados para el paciente. Aunque los médicos siempre intentan usar dosis bajas de radiación durante las fluoroscopias, la duración de un procedimiento típico resulta a menudo en una dosis absorbida relativamente alta para el paciente. Avances recientes incluyen la digitalización de las imágenes capturadas y los sistemas detectores de paneles planos que reducen aún más la dosis de radiación para los pacientes.
Esta técnica de imagen se usa para diagnosis y terapia en radiología, ya que permite visualizar movimientos como la acción de tragar o el latido del corazón. También se puede usar en cirugías como una forma de guiar la operación.
La fluoroscopia es un procedimiento similar a la radiografía o  a la tomografía computarizada en el proceso de toma de la imagen.  Las tres técnicas usan rayos X, pero la diferencia original está en que las radiografías producían imágenes fijas en un film mientras que las fluoroscopias producían imágenes en movimiento que no quedaban registradas.  Hoy por hoy, tanto las radiografías como las fluoroscopias y las tomografías computarizadas usan métodos de digitalización de imagen con análisis de imagen de por medio que permite que los datos sean guardados.

## Historia
El comienzo de la fluoroscopia se remonta hasta el 8 de noviembre de 1895, cuando Wilhelm Röntgen advirtió que una pantalla de platinocianuro de bario fluorescía como resultado de la exposición a lo que más tarde bautizaría como rayos X. Pocos meses después de este descubrimiento se construyeron los primeros fluoroscopios. Thomas Edison descubrió rápidamente que las pantallas de wolframato de calcio producían imágenes más brillantes, y se le atribuye el diseño y fabricación del primer fluoroscopio disponible comercialmente. En sus inicios, fueron muchas las predicciones de que las imágenes en movimiento obtenidas mediante fluoroscopia reemplazarían completamente a las radiografías estáticas de rayos X, pero la superior calidad diagnóstica de éstas evitaron que se cumplieran tales vaticinios.
La ignorancia de los efectos dañinos de los rayos X hizo que no existiesen procedimientos de protección ante las radiaciones como los disponibles en la actualidad. Científicos y médicos ponían a menudo sus manos directamente en el haz de rayos X, lo que les provocaba quemaduras por radiación. También aparecieron usos triviales para esta tecnología, incluyendo los usados en zapaterías en las décadas de 1930 a 1950 para probarse zapatos.
Debido a las limitaciones de la luz producida por las pantallas fluorescentes, los primeros radiólogos necesitaban realizar las exploraciones en habitaciones oscuras, acostumbrando previamente sus ojos para incrementar su sensibilidad a la luz. Al situarse tras la pantalla, el radiólogo recibía una dosis de radiación importante. Wilhelm Trendelenburg desarrolló en 1916 las gafas de adaptación al rojo para resolver el problema de la adaptación ocular a la oscuridad, estudiada previamente por Antoine Beclere. La luz roja resultante de la filtración de las gafas sensibilizaba correctamente los ojos del radiólogo antes de la exploración al mismo tiempo que le permitía recibir suficiente luz como para funcionar normalmente.
El desarrollo del intensificador de imagen de rayos X y la cámara de televisión en los años 1950 revolucionaron la fluoroscopia. Las gafas de adaptación al rojo se hicieron obsoletas gracias a que los intensificadores de imagen permitían que la luz producida por la pantalla fluorescente fuese amplificada, de forma que pudiera ser vista incluso en una habitación iluminada. La adición de la cámara permitió la visualización de la imagen en un monitor, de forma que el radiólogo pudiera ver las imágenes en una habitación separada, lejos del riesgo de exposición radiactiva.
Posteriores mejoras en los fósforos de las pantallas, los intensificadores de imagen e incluso detectores de paneles planos han permitido una mayor calidad de imagen al tiempo que reducían la dosis de radiación para el paciente. Los fluoroscopios modernos usan pantallas de yoduro de cesio y producen imágenes con poco ruido, asegurando que la dosis de radiación sea mínima al tiempo que se obtienen imágenes de calidad aceptable.

## Riesgos
Debido a que la fluoroscopia implica el uso de rayos X, un tipo de radiación ionizante, todos los procedimiento fluoroscópicos suponen un riesgo de salud potencial para el paciente. Las dosis de radiación que éste recibe dependen enormemente de su tamaño, así como de la duración de la prueba, estando la dosis típica sobre 20-50 mGy/min. El tiempo de exposición depende de la exploración a realizar, habiéndose documentado sesiones de hasta 75 minutos. Debido a la larga duración de algunas pruebas, además de los efectos de la radiación como inductora ocasional de cáncer, se han observado efectos directos de la radiación, desde eritema suave (equivalente a una quemadura solar) hasta quemaduras más importantes.
La Administración de Drogas y Alimentos (FDA) estadounidense llevó a cabo un estudio titulado «Heridas cutáneas inducidas de radiación de fluoroscopia» con una publicación adicional destinada a reducir aún más tales heridas, «Aviso de salud pública para evitar las heridas cutáneas graves inducidas por rayos X en pacientes durante las exploraciones fluoroscópicas».
Aunque los efectos deterministas de la radiación son una posibilidad, las quemaduras por radiación no son típicas de los procedimientos fluoroscópicos estándar. La mayoría de los procedimientos lo suficientemente largos como provocar estas quemaduras son parte de operaciones necesarias para salvar la vida del paciente. No obstante, en los últimos años el avance de las técnicas de imagen ha permitido obtener imágenes mucho más nítidas. Esto se traduce en la posibilidad de obtener la misma calidad de imagen usando menos radiación y por extensión un menor riesgo de quemaduras.
Adicionalmente, los intensificadores de imagen de rayos X modernos generalmente tienen sistemas para reducir la dosis de radiación suministrada de forma que esta se suministra en ráfagas y no de forma constante. De esta forma la imagen puede ser analizada con tiempo sin suministrar radiación innecesaria al paciente. Otra de las innovaciones modernas introducidas en los intensificadores es el aumento del brillo de la pantalla reduciendo la dosis de rayos X a la que el paciente tiene que estar expuesto.
A pesar de las innovaciones introducidas que reducen el riesgo de ionización, todavía el realizar una fluoroscopia entraña un cierto riesgo para el paciente y por tanto los beneficios tienen que ser mayores que los riesgos a la hora de considerar este tipo de pruebas.

## Diseño del fluoroscopio
Los primeros fluoroscopios consistían en una fuente de rayos X y una pantalla fluorescente entre las que se situaba al paciente. Cuando los rayos X atraviesan al paciente son atenuados en diverso grado a medida que interacciona con las diferentes estructuras internas del cuerpo, arrojando una sombra de las mismas sobre la pantalla fluorescente. Las imágenes de la pantalla son producidas por las interacciones de los rayos X no atenuados con los átomos, que mediante el efecto fotoeléctrico ceden su energía a los electrones. Aunque gran parte de la energía cedida a éstos se disipa en forma de calor, una fracción lo hace como luz visible, generando las imágenes. Los primeros radiólogos adaptaban sus ojos para poder ver las tenues imágenes fluoroscópicas realizando las exploraciones en habitaciones oscuras o usando gafas de adaptación al rojo. 

### Intensificadores de imagen de rayos X

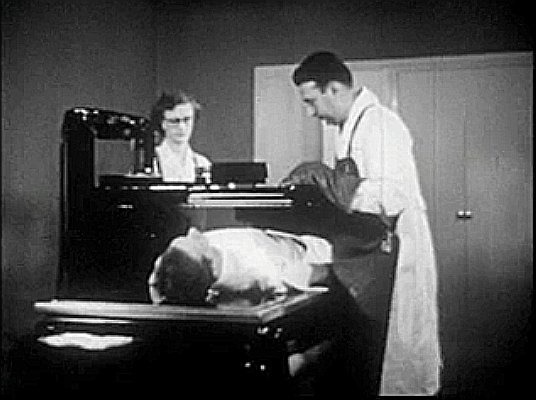
Fluoroscopio empleado para el diagnóstico del cáncer. Foto de 1953.

La invención de los intensificadores de imagen de rayos X en los años 1950 permitió que las imágenes de la pantalla fuese visible bajos condiciones normales de luz, así como dando la posibilidad de grabarlas con una cámara convencional. Posteriores mejoras incluyeron la adición de primero cámaras de vídeo y después cámaras CCD para la grabación de imágenes en movimiento y el almacenamiento electrónico de imágenes estáticas.
Los intensificadores de imagen modernos ya no usan una pantalla fluorescente separada. En su lugar se deposita un fósforo de yoduro de cesio directamente sobre el fotocátodo del tubo intensificador. En un sistema de propósito general típico, la imagen de salida es aproximadamente 105 veces más brillante que la de entrada. Esta ganancia de brillo está compuesto de una ganancia de flujo (amplificación del número de fotones) y una ganancia de minificación (concentración de fotones desde una pantalla de entrada grande a una pantalla de salida pequeña), cada una de aproximadamente 100 veces. Este nivel de ganancia es suficiente ya que el ruido cuántico, debido al limitado número de fotones de los rayos X, es un factor importante que limita la calidad de la imagen.
Los intensificadores de imagen están disponibles en diámetros de entrada de hasta 45 cm y con una resolución de aproximadamente 2-3 pares de líneas por mm-1.
se irradia menos al paciente

### Detectores de panel plano
La introducción de detectores de panel plano permite reemplazar los intensificadores de imagen en el diseño de los fluoroscopios. Los detectores de panel plano ofrecen una mayor sensibilidad a los rayos X y por tanto permiten reducir la dosis de radiación del paciente. La resolución temporal también es mejor respecto a los intensificadores de imagen, reduciendo la borrosidad por movimiento. El intervalo de contraste también es mayor que en los intensificadores de imagen: los detectores de panel plano son lineales en una latitud muy ancha, mientras los intensificadores tienen un rango de contraste máximo de aproximadamente 35:1. Las resolución espacial es aproximadamente la misma, si bien un intensificador de imagen funcionando en modo de «magnificación» puede ser ligeramente mejor que un panel plano.
Los detectores de panel plano son considerablemente más caros que los intensificadores de imagen, por lo que se usan primordialmente en especialidades que requieren imágenes de alta velocidad, por ejemplo angiografías y cateterismos cardíacos.

## Agentes de contraste
Siendo la floroscopia una técnica derivada de la imagen por rayos X se beneficia de las ventajas e inconvenientes de los rayos X. Una de las ventajas es el poder usar agentes de contraste para aumentar o disminuir la absorción de radiación en tejidos que típicamente no presentan una absorción significativa (tejidos blandos). De esta forma se pueden apreciar detalles en estos tejidos que de otra forma pasarían desapercibidos. Un ejemplo típico sería la realización de una angiografía para la detección de una placa de ateroma u otra obstrucción.
Los agentes de contraste pueden clasificarse en agentes de contraste positivos o negativos en función de si aumentan o disminuyen la absorción. 
Los agentes de contraste positivos aumentan la absorción de radiación en los tejidos haciendo que destaquen más en la imagen. Se compone principalmente de los siguientes elementos: plata, bismuto, cesio, torio, estaño circonio, tantalio y tungsteno. Cabe destacar que otros compuestos lantánidos también se pueden usar como agentes de contraste positivos aunque algunos como el dióxido de torio han caído en desuso después de que se asociase al cáncer de hígado. Actualmente, la mayor parte de los agentes de contraste positivos son compuestos yodados que pueden ser iónicos o no iónicos. Los compuestos no iónicos tienden a ser más seguros para el paciente pero tienen la contrapartida de costar de 3 a 5 veces más que un agente de contraste iónico. No obstante la mayoría de los centros de salud tienden a priorizar la salud del paciente al coste del contraste por lo que el agente de contraste por excelencia es el yodado no iónico. 
Los agentes de contraste negativos disminuyen la absorción de la radiación en los tejidos en los que se inyecten. El resultado es una imagen más oscura en las zonas en las que el contraste esté presente. Típicamente se usa o aire o dióxido de carbono (CO2) aunque el dióxido de carbono se absorbe más fácilmente y tiende a producir menos espasmos. Otra ventaja del uso del dióxido de carbono con respecto a otros agentes de contraste gaseosos es que se puede inyectar en sangre sin riesgo de producir un embolismo.

## Problemas con la imagen
Además de los factores de difuminación espacial que afectan a todos los dispositivos de imagen basados en rayos X, provocada por el efecto Lubberts, la reabsorción de fluorescencia K y el rango electrónico, los sistemas fluoroscópicos también experimentan difuminación temporal debido al retraso del sistema. Esta difuminación temporal hace que se promedien varios cuadros de imagen. Aunque esto ayuda a reducir el ruido de las imágenes con objetos estáticos, provoca la difuminación de los objetos en movimiento. La difuminación temporal también complica las medidas del rendimiento del sistema para los equipos fluoroscópicos. Adicionalmente, las fluoroscopias sufren los mismos inconvenientes que toda imagen de rayos X. Principalmente la calidad de la imagen está fuertemente ligada a la dosis de radiación empleada para la toma de imagen. Cuanta más radiación se emplee, mejor será la relación señal ruido (SNR) y por tanto mejor será la imagen que se genere. Por supuesto el uso de una mayor radiación puede plantear problemas para la salud del individuo, lo que hace que los procedimientos fluorosópicos tengan una importante componente de decisión. 

## Exposición y Tendencias Actuales
La fluoroscopia es un procedimiento ya establecido que tiene largo recorrido y que se usa en multitud de ámbitos e intervenciones. En los últimos años ha habido un enfoque en tratar de disminuir la cantidad de radiación empleada en el procedimiento. Diversos estudios han tratado de mejorar el procedimiento reduciendo la cantidad de radiación a la que se somete el paciente y a la que se expone el técnico mediante técnicas quirúrgicas. Otros han apostado por modificar los protocolos empleados en la fluoroscopia convencional para disminuir el tiempo de exposición del paciente. En general las técnicas empleadas para disminuir el tiempo de exposición son particulares del procedimiento al que se aplican y por tanto son un campo de investigación paralelo a las aplicaciones de la fluoroscopia. En todo caso, tanto por técnicas de imagen biomédica como por técnicas quirúrgicas, como alteraciones en el protocolo, el objetivo actual de la fluoroscopia se centra en reducir los tiempos de exposición. Con los estudios actuales se pretende que la fluoroscopia siga manteniendo su utilidad como herramienta de radiodiagnóstico  pero reduciendo su invasividad y los efectos negativos que pueda tener sobre los pacientes.

## Procedimientos comunes que incluyen el uso de la fluoroscopia
- Investigaciones del tracto gastrointestinal, incluyendo los enemas, las comidas y las ingestiones de bario, así como la enteroclisis.
- Cirugía ortopédica, para guiar la reducción de la fractura y la colocación de las prótesis metálicas.
- Angiografía de los vasos de piernas, corazón y cerebro.
- Cirugía urológica, particularmente en pielografía retrógrada.
- Implantación de dispositivos de gestión del ritmo cardíaco (marcapasos, Desfibrilador automático implantable y dispositivos de resincronización cardíaca).
- Discografía, es un procedimiento de diagnóstico invasivo para la evaluación de las patologías de los discos intervertebrales
- Podología Para guiar los gestos quirúrgicos, en cirugía osteoarticular mediante técnicas de mínima incisión.